# Paralipothrix natalicius
 (août 2019).
Genre
Espèce
Synonymes
- Neosminthurus natalicius Ellis, 1974

Paralipothrix natalicius, unique représentant du genre Paralipothrix, est une espèce de collemboles de la famille des Sminthuridae.

## Distribution
Cette espèce se rencontre dans le bassin méditerranéen.

## Description
Le mâle holotype mesure 0,8 mm.

## Publications originales
- Bretfeld, 1999 : Synopses on Palaearctic Collembola, Volume 2. Symphypleona. Abhandlungen und Berichte des Naturkundemuseums Görlitz, vol. 71, no 1, p. 1-318.
- Ellis, 1974 : Some Collembola from Ibizia with descriptions of three new species, and a note on Hypogastrura serrata (Agren, 1904). Bulletin zool Mus Univ Amsterdam, no 18, p. 125-141 (texte intégral).